# Dolgeville (New York)
Dolgeville est un village situé dans les comtés de Fulton et de Herkimer, dans l'État de New York, aux États-Unis,. En 2010, il comptait une population de 2 206 habitants.

## Démographie
Lors du recensement de 2010, le village comptait une population de 2 206 habitants. Elle est estimée, en 2019, à 2 069 habitants.